# Edmund Charles Beard
Edmund Charles Beard, britanski general, * 21. april 1894, Terenure, Dublin, Irska, † 20. januar 1974.